# 메르세데스-벤츠 제트로스
메르세데스-벤츠 제트로스(영어: Mercedes-Benz Zetros)는 독일 다임러 트럭이 생산하는 대형 트럭으로 메르세데스-벤츠 유니목과 마찬가지로 군용 및 험지형 트럭을 제작하고 있다.

## 사진

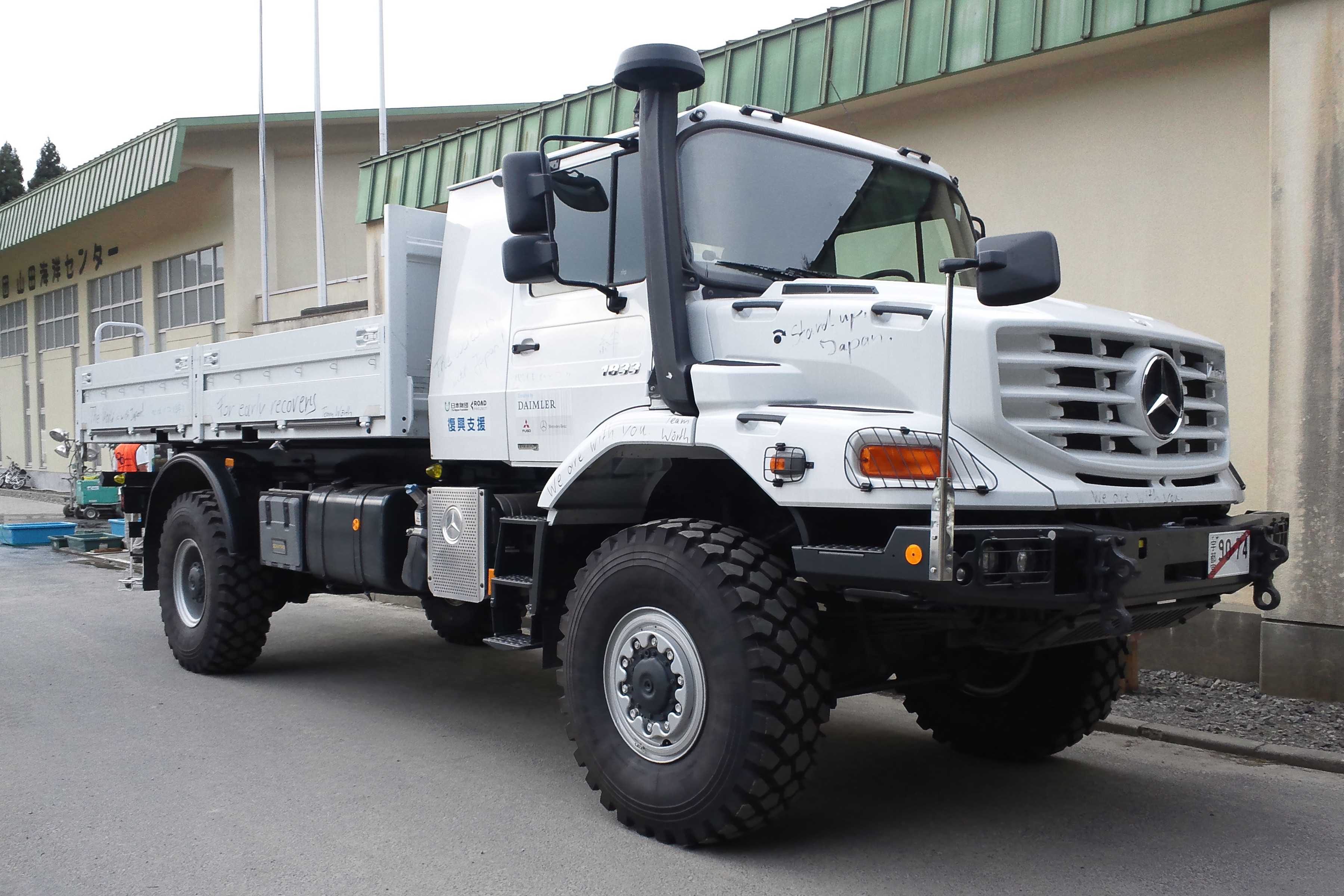
메르세데스-벤츠 제트로스 1833
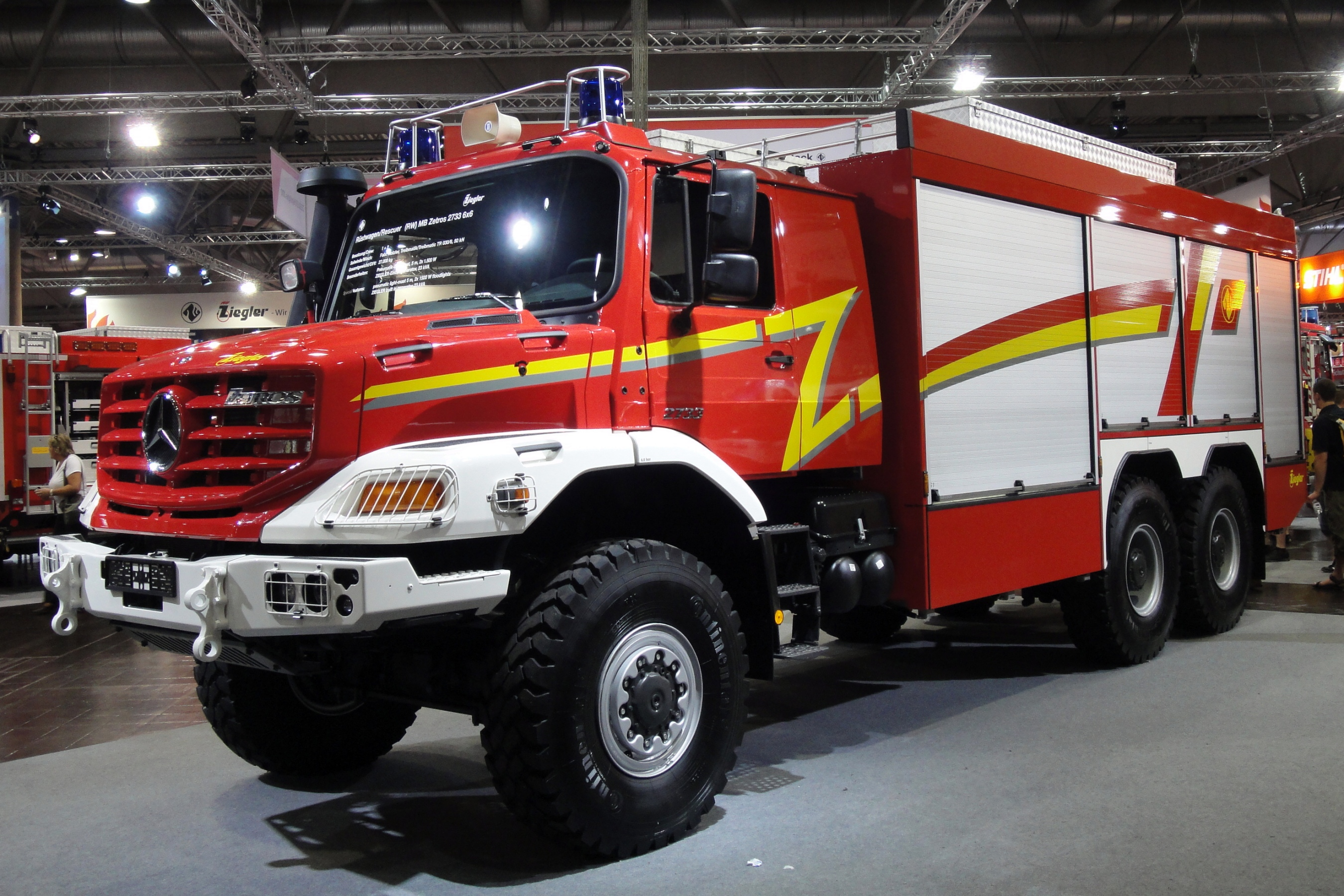
메르세데스-벤츠 제트로스 2733
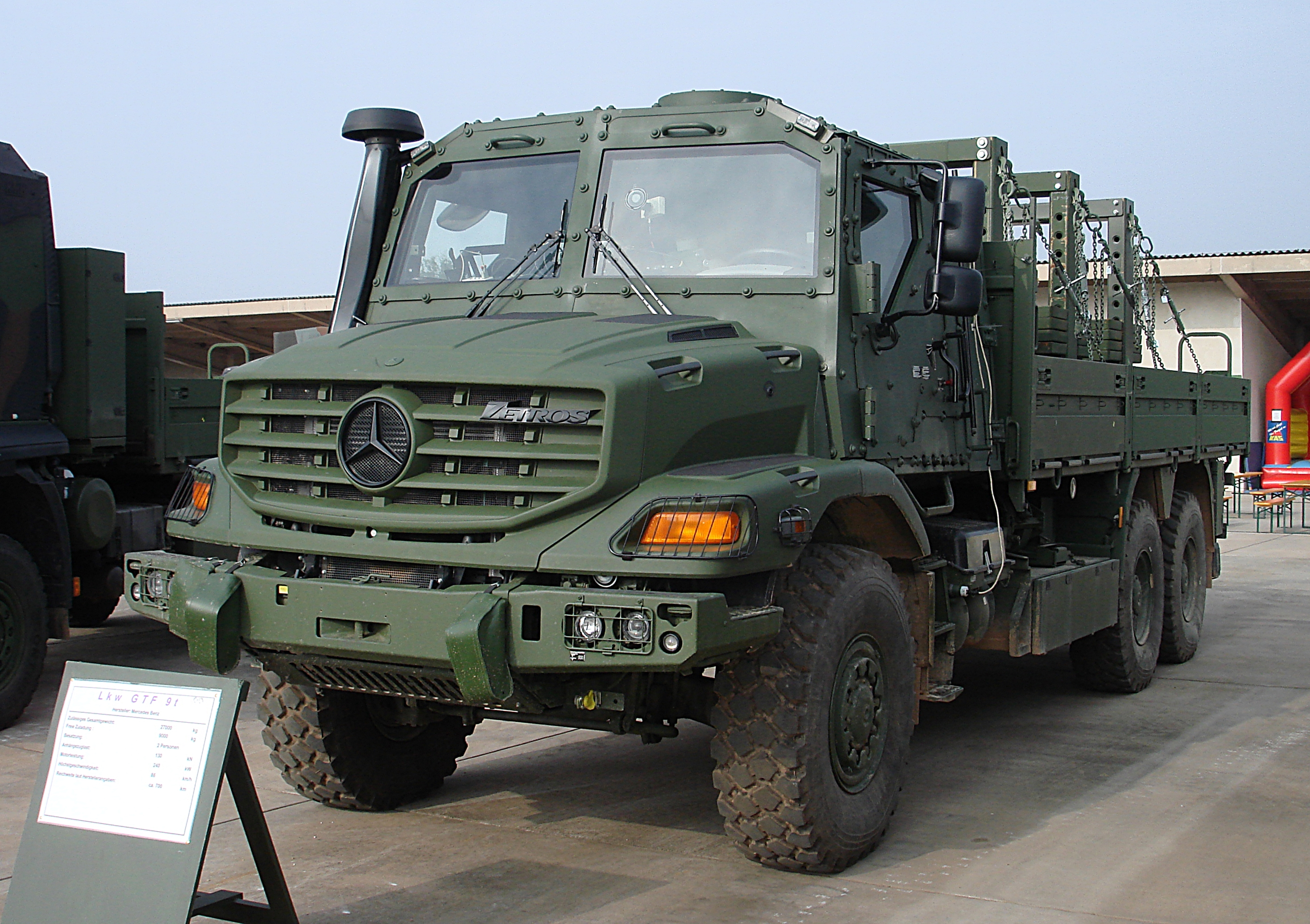
메르세데스-벤츠 제트로스 2733